# 聖路易 (安蒂奧基亞省)
6°2′32″N 74°59′36″W / 6.04222°N 74.99333°W

聖路易（西班牙語：San Luis），是哥倫比亞的城鎮，位於該國西北部安蒂奧基亞省，面積453平方公里，距離麥德林116公里，海拔高度1,050米，2002年人口16,445，人口密度每平方公里36人。